# Домашний чемпионат Великобритании 1935/1936
Домашний чемпионат Великобритании 1935/36 (англ. 1935–36 British Home Championship) — сорок восьмой розыгрыш Домашнего чемпионата, футбольного турнира с участием сборных четырёх стран Великобритании (Англии, Шотландии, Уэльса и Ирландии). Победу в турнире одержала сборная Шотландии.
Турнир стартовал в октябре 1935 года матчем между сборными Уэльса и Шотландии в Кардиффе, который завершился вничью 1:1. Позднее в том же месяце ирландцы в Белфасте проиграли сборной Англии со счётом 1:3. В ноябре шотландцы в Эдинбурге победили ирландцев со счётом 2:1. В феврале 1936 англичане в Вулвергемптоне уступили валлийцам со счётом 1:2. В марте сборная Ирландии дома обыграла сборную Уэльса со счётом 3:2. 4 апреля англичане на «Уэмбли» сыграли с шотландцами. Шотландцев устраивала ничья, которой и завершился матч, гарантировав чемпионский титул сборной Шотландии. Это был первый розыгрыш турнира, в котором победителю вручили реальный кубок победителя Домашнего чемпионата Великобритании.

## Турнирная таблица
| Поз | Команда       | И | В | Н | П | МЗ | МП | РМ | О |
| --- | ------------- | - | - | - | - | -- | -- | -- | - |
| 1   | Шотландия (Ч) | 3 | 1 | 2 | 0 | 4  | 3  | +1 | 4 |
| 2   | Англия        | 3 | 1 | 1 | 1 | 5  | 4  | +1 | 3 |
| 2   | Уэльс         | 3 | 1 | 1 | 1 | 5  | 5  | 0  | 3 |
| 4   | Ирландия      | 3 | 1 | 0 | 2 | 5  | 7  | −2 | 2 |

## Результаты матчей
| Уэльс       | 1:1     | Шотландия  |
| ----------- | ------- | ---------- |
| Филлипс 40′ | (отчёт) | Данкан 34′ |

| Ирландия  | 1:3     | Англия                      |
| --------- | ------- | --------------------------- |
| Браун 18′ | (отчёт) | - Тилсон 66′ 69′ - Брук 85′ |

| Шотландия                | 2:1     | Ирландия    |
| ------------------------ | ------- | ----------- |
| - Уокер 60′ - Данкан 89′ | (отчёт) | - Келли 49′ |

| Англия     | 1:2     | Уэльс                   |
| ---------- | ------- | ----------------------- |
| Боуден 38′ | (отчёт) | - Астли 47′ - Джонс 67′ |

| Ирландия                                  | 3:2     | Уэльс                     |
| ----------------------------------------- | ------- | ------------------------- |
| - Гибб 34′ - Стивенсон 61′ - Кернаган 80′ | (отчёт) | - Астли 30′ - Филлипс 43′ |

| Англия      | 1:1     | Шотландия        |
| ----------- | ------- | ---------------- |
| Кэмселл 30′ | (отчёт) | Уокер 77′ (пен.) |

## Победитель
| Победитель Домашнего чемпионата 1935/36 |
| Шотландия Двадцать шестой титул         |

## Бомбардиры
- 2 гола
  -  Фред Тилсон
  -  Дей Астли[англ.]
  -  Чарли Филлипс[англ.]
  -  Дэлли Данкан[англ.]
  -  Томми Уокер